# Polonia ai Giochi della XXX Olimpiade
La Polonia ha partecipato ai Giochi della XXX Olimpiade di Londra che si sono svolti dal 27 luglio al 12 agosto 2012. È stata la 20ª partecipazione consecutiva degli atleti polacchi ai giochi olimpici estivi a partire dalla prima apparizione all'edizione di Parigi 1924, ad esclusione dell'edizione di Los Angeles 1984 a causa del boicottaggio sovietico.
Gli atleti della delegazione polacca sono stati 218 (130 uomini e 88 donne), in 22 discipline. La portabandiera durante la cerimonia di apertura è stata la tennista Agnieszka Radwańska. Alla cerimonia di chiusura il portabandiera è stato il canottiere Michał Jeliński.
La Polonia ha ottenuto un totale di 10 medaglie (2 ori, 2 argenti e 6 bronzi).

## Partecipanti
| Sport              | Uomini | Donne | Totale |
| ------------------ | ------ | ----- | ------ |
| Atletica Leggera   | 35     | 25    | 60     |
| Badminton          | 4      | 2     | 6      |
| Canoa/Kayak        | 8      | 5     | 13     |
| Canottaggio        | 20     | 6     | 26     |
| Ciclismo           | 8      | 4     | 12     |
| Equitazione        | 2      | 2     | 4      |
| Ginnastica         | 1      | 2     | 3      |
| Judo               | 3      | 3     | 6      |
| Lotta              | 2      | 2     | 4      |
| Nuoto              | 10     | 8     | 18     |
| Pallavolo          | 14     | 0     | 14     |
| Pentathlon Moderno | 1      | 2     | 3      |
| Pugilato           | 0      | 1     | 1      |
| Scherma            | 2      | 5     | 7      |
| Sollevamento Pesi  | 6      | 3     | 9      |
| Taekwondo          | 1      | 0     | 1      |
| Tennis             | 3      | 4     | 7      |
| Tennis Tavolo      | 1      | 3     | 4      |
| Tiro               | 0      | 4     | 4      |
| Tiro con l'arco    | 1      | 1     | 2      |
| Triathlon          | 1      | 2     | 3      |
| Vela               | 7      | 4     | 11     |
| Totale             | 130    | 88    | 218    |

## Medaglie
| Riepilogo quotidiano | Riepilogo quotidiano | Riepilogo quotidiano | Riepilogo quotidiano | Riepilogo quotidiano | Riepilogo quotidiano | Riepilogo quotidiano |
| -------------------- | -------------------- | -------------------- | -------------------- | -------------------- | -------------------- | -------------------- |
| Giorno               | Data                 |                      |                      |                      | Totale               |                      |
| 1°                   | 27                   | —                    | —                    | —                    | —                    |                      |
| 2°                   | 28                   | 0                    | 1                    | 0                    | 1                    |                      |
| 3°                   | 29                   | 0                    | 0                    | 0                    | 0                    |                      |
| 4°                   | 30                   | 0                    | 0                    | 0                    | 0                    |                      |
| 5°                   | 31                   | 0                    | 0                    | 0                    | 0                    |                      |
| 6°                   | 1                    | 0                    | 0                    | 0                    | 0                    |                      |
| 7°                   | 2                    | 0                    | 0                    | 0                    | 0                    |                      |
| 8°                   | 3                    | 2                    | 0                    | 1                    | 3                    |                      |
| 9°                   | 4                    | 0                    | 0                    | 0                    | 0                    |                      |
| 10°                  | 5                    | 0                    | 0                    | 0                    | 0                    |                      |
| 11°                  | 6                    | 0                    | 0                    | 2                    | 2                    |                      |
| 12°                  | 7                    | 0                    | 0                    | 2                    | 2                    |                      |
| 13°                  | 8                    | 0                    | 0                    | 0                    | 0                    |                      |
| 14°                  | 9                    | 0                    | 0                    | 1                    | 1                    |                      |
| 15°                  | 10                   | 0                    | 1                    | 0                    | 1                    |                      |
| 16°                  | 11                   | 0                    | 0                    | 0                    | 0                    |                      |
| 17°                  | 12                   | 0                    | 0                    | 0                    | 0                    |                      |
| Totale               | Totale               | 2                    | 2                    | 6                    | 10                   |                      |

### Medagliere per discipline
| Sport             | Oro | Argento | Bronzo | Totale |
| ----------------- | --- | ------- | ------ | ------ |
| Atletica          | 1   | 1       | 0      | 2      |
| Sollevamento pesi | 1   | 0       | 1      | 2      |
| Tiro a volo       | 0   | 1       | 0      | 1      |
| Vela              | 0   | 0       | 2      | 2      |
| Canoa/Kayak       | 0   | 0       | 1      | 1      |
| Canottaggio       | 0   | 0       | 1      | 1      |
| Lotta             | 0   | 0       | 1      | 1      |
| Totale            | 2   | 2       | 6      | 10     |

### Medagliati

#### Medaglie d'oro
| Medaglia | Nome             | Sport             | Evento                  | Data     |
| -------- | ---------------- | ----------------- | ----------------------- | -------- |
| Oro      | Tomasz Majewski  | Atletica leggera  | Getto del peso maschile | 3 agosto |
| Oro      | Adrian Zieliński | Sollevamento pesi | -85 kg maschile         | 3 agosto |

#### Medaglie d'argento
| Medaglia | Nome             | Sport            | Evento                              | Data      |
| -------- | ---------------- | ---------------- | ----------------------------------- | --------- |
| Argento  | Sylwia Bogacka   | Tiro             | Carabina 10 m aria compr. femminile | 28 luglio |
| Argento  | Anita Włodarczyk | Atletica leggera | Lancio del martello femminile       | 10 agosto |

#### Medaglie di bronzo
| Medaglia | Nome                                | Sport              | Evento                | Data     |
| -------- | ----------------------------------- | ------------------ | --------------------- | -------- |
| Bronzo   | Magdalena Fularczyk Julia Michalska | Canottaggio        | 2 di coppia femminile | 3 agosto |
| Bronzo   | Bartłomiej Bonk                     | Sollevamento pesi  | -105 kg maschile      | 6 agosto |
| Bronzo   | Damian Janikowski                   | Lotta greco-romana | -84 kg                | 6 agosto |
| Bronzo   | Przemysław Miarczyński              | Vela               | RS:X maschile         | 7 agosto |
| Bronzo   | Zofia Klepacka                      | Vela               | RS:X femminile        | 7 agosto |
| Bronzo   | Beata Mikołajczyk Karolina Naja     | Canoa/kayak        | K2 500 m femminile    | 9 agosto |

## Atletica leggera
| Q | Qualificato al turno successivo per la posizione in qualificazione                                                           |
| q | Qualificato per il turno successivo per ripescaggio o, negli eventi su campo, conquistando la misura minima per qualificarsi |

### Maschile
Eventi di corsa su pista e strada
| Atleta                                                                                             | Evento            | Batteria  | Batteria  | Quarti di finale | Quarti di finale | Semifinale      | Semifinale      | Finale          | Finale          |
| Atleta                                                                                             | Evento            | Risultato | Posizione | Risultato        | Posizione        | Risultato       | Posizione       | Risultato       | Posizione       |
| -------------------------------------------------------------------------------------------------- | ----------------- | --------- | --------- | ---------------- | ---------------- | --------------- | --------------- | --------------- | --------------- |
| Rafał Augustyn                                                                                     | Marcia 20 km      | N.D.      | N.D.      | N.D.             | N.D.             | N.D.            | N.D.            | 1h 23'17"       | 29°             |
| Marcin Chabowski                                                                                   | Maratona          | N.D.      | N.D.      | N.D.             | N.D.             | N.D.            | N.D.            | DNS             | DNS             |
| Rafał Fedaczyński                                                                                  | Marcia 50 km      | N.D.      | N.D.      | N.D.             | N.D.             | N.D.            | N.D.            | DNF             | DNF             |
| Kamil Kryński                                                                                      | 200 m             | 20"66     | 3° Q      | N.D.             | N.D.             | 20"83           | 6°              | non qualificato | non qualificato |
| Adam Kszczot                                                                                       | 800 m             | 1'45"99   | 3° Q      | N.D.             | N.D.             | 1'45"34         | 3°              | non qualificato | non qualificato |
| Dariusz Kuć                                                                                        | 100 m             | Bye       | Bye       | 10"24            | 4°               | non qualificato | non qualificato | non qualificato | non qualificato |
| Marcin Lewandowski                                                                                 | 800 m             | 1'47"64   | 5° q      | N.D.             | N.D.             | 1'45"08         | 4°              | non qualificato | non qualificato |
| Marcin Marciniszyn                                                                                 | 400 m             | 46"35     | 6°        | N.D.             | N.D.             | non qualificato | non qualificato | non qualificato | non qualificato |
| Artur Noga                                                                                         | 110 m ostacoli    | DNF       | DNF       | N.D.             | N.D.             | non qualificato | non qualificato | non qualificato | non qualificato |
| Łukasz Nowak                                                                                       | Marcia 50 km      | N.D.      | N.D.      | N.D.             | N.D.             | N.D.            | N.D.            | 3h 42'47"       | 9°              |
| Łukasz Parszczyński                                                                                | 3000 m siepi      | 8'30"08   | 9°        | N.D.             | N.D.             | N.D.            | N.D.            | non qualificato | non qualificato |
| Rafał Sikora                                                                                       | Marcia 50 km      | N.D.      | N.D.      | N.D.             | N.D.             | N.D.            | N.D.            | 3h 47'47"       | 18°             |
| Grzegorz Sudoł                                                                                     | Marcia 20 km      | N.D.      | N.D.      | N.D.             | N.D.             | N.D.            | N.D.            | 1h 22'40"       | 24°             |
| Henryk Szost                                                                                       | Maratona          | N.D.      | N.D.      | N.D.             | N.D.             | N.D.            | N.D.            | 2h 12'28"       | 9°              |
| Dawid Tomala                                                                                       | Marcia 20 km      | N.D.      | N.D.      | N.D.             | N.D.             | N.D.            | N.D.            | 1h 21'55"       | 19°             |
| Jakub Adamski Kamil Kryński Robert Kubaczyk Dariusz Kuć Kamil Masztak Artur Zaczek                 | Staffetta 4×100 m | 38"31     | 6°        | N.D.             | N.D.             | N.D.            | N.D.            | non qualificati | non qualificati |
| Kamil Budziejewski Patryk Dobek Kacper Kozłowski Marcin Marciniszyn Michał Pietrzak Piotr Wiaderek | Staffetta 4×400 m | 3'02"86   | 5°        | N.D.             | N.D.             | N.D.            | N.D.            | non qualificati | non qualificati |

Eventi su campo
| Atleta                | Evento                 | Qualifica | Qualifica | Finale          | Finale          |
| Atleta                | Evento                 | Distanza  | Posizione | Distanza        | Posizione       |
| --------------------- | ---------------------- | --------- | --------- | --------------- | --------------- |
| Przemysław Czajkowski | Lancio del disco       | 61,08 m   | 22°       | non qualificato | non qualificato |
| Paweł Fajdek          | Lancio del martello    | NM        | —         | non qualificato | non qualificato |
| Igor Janik            | Lancio del giavellotto | 78,90 m   | 19°       | non qualificato | non qualificato |
| Tomasz Majewski       | Getto del peso         | 21,03 m   | 3° Q      | 21,89 m         |                 |
| Piotr Małachowski     | Lancio del disco       | 64,65 m   | 7° q      | 67,19 m         | 5°              |
| Łukasz Michalski      | Salto con l'asta       | 5,60 m    | 8° q      | 5,50 m          | 11°             |
| Bartosz Osewski       | Lancio del giavellotto | 71,19 m   | 42°       | non qualificato | non qualificato |
| Paweł Rakoczy         | Lancio del giavellotto | 77,36 m   | 28°       | non qualificato | non qualificato |
| Robert Urbanek        | Lancio del disco       | 59,56 m   | 32°       | non qualificato | non qualificato |
| Paweł Wojciechowski   | Salto con l'asta       | NM        | —         | non qualificato | non qualificato |
| Szymon Ziółkowski     | Lancio del martello    | 76,22 m   | 7° q      | 77,10 m         | 7°              |

### Femminile
Eventi di corsa su pista e strada
| Atleta                                                                                             | Evento            | Batteria  | Batteria  | Quarti di finale | Quarti di finale | Semifinale      | Semifinale      | Finale          | Finale          |
| Atleta                                                                                             | Evento            | Risultato | Posizione | Risultato        | Posizione        | Risultato       | Posizione       | Risultato       | Posizione       |
| -------------------------------------------------------------------------------------------------- | ----------------- | --------- | --------- | ---------------- | ---------------- | --------------- | --------------- | --------------- | --------------- |
| Paulina Buziak                                                                                     | Marcia 20 km      | N.D.      | N.D.      | N.D.             | N.D.             | N.D.            | N.D.            | 1h 35'23"       | 45ª             |
| Agnieszka Dygacz                                                                                   | Marcia 20 km      | N.D.      | N.D.      | N.D.             | N.D.             | N.D.            | N.D.            | 1h 31'28"       | 23ª             |
| Karolina Jarzyńska                                                                                 | Maratona          | N.D.      | N.D.      | N.D.             | N.D.             | N.D.            | N.D.            | 2h 30'57"       | 36ª             |
| Marta Jeschke                                                                                      | 100 m             | Bye       | Bye       | 11"42 =          | 6ª               | non qualificata | non qualificata | non qualificata | non qualificata |
| Anna Jesień                                                                                        | 400 m ostacoli    | 55"44     | 4ª q      | N.D.             | N.D.             | 56"28           | 7ª              | non qualificata | non qualificata |
| Anna Kiełbasińska                                                                                  | 200 m             | 23"67     | 7ª        | N.D.             | N.D.             | non qualificata | non qualificata | non qualificata | non qualificata |
| Katarzyna Kowalska                                                                                 | 3000 m siepi      | 9'48"60   | 11ª       | N.D.             | N.D.             | N.D.            | N.D.            | non qualificata | non qualificata |
| Renata Pliś                                                                                        | 1500 m            | 4'19"62   | 13ª       | N.D.             | N.D.             | non qualificata | non qualificata | non qualificata | non qualificata |
| Matylda Szlęzak                                                                                    | 3000 m siepi      | 10'08"84  | 14ª       | N.D.             | N.D.             | N.D.            | N.D.            | non qualificata | non qualificata |
| Agnieszka Szwarnóg                                                                                 | Marcia 20 km      | N.D.      | N.D.      | N.D.             | N.D.             | N.D.            | N.D.            | 1h 31'14"       | 22ª             |
| Marta Jeschke Anna Kiełbasińska Daria Korczyńska Martyna Opoń Marika Popowicz Ewelina Ptak         | Staffetta 4×100 m | 43"07     | 4ª        | N.D.             | N.D.             | N.D.            | N.D.            | non qualificate | non qualificate |
| Iga Baumgart Agata Bednarek Magdalena Gorzkowska Anna Jesień Justyna Święty Patrycja Wyciszkiewicz | Staffetta 4×400 m | 3'30"15   | 5ª        | N.D.             | N.D.             | N.D.            | N.D.            | non qualificate | non qualificate |

Eventi su campo
| Atleta           | Evento              | Qualifica | Qualifica | Finale          | Finale          |
| Atleta           | Evento              | Distanza  | Posizione | Distanza        | Posizione       |
| ---------------- | ------------------- | --------- | --------- | --------------- | --------------- |
| Joanna Fiodorow  | Lancio del martello | 70,48 m   | 12ª q     | 72,37 m         | 10ª             |
| Żaneta Glanc     | Lancio del disco    | 59,88 m   | 24ª       | non qualificata | non qualificata |
| Monika Pyrek     | Salto con l'asta    | 4,40 m    | 15ª       | non qualificata | non qualificata |
| Anna Rogowska    | Salto con l'asta    | 4,55 m    | 5ª q      | NM              | —               |
| Anita Włodarczyk | Lancio del martello | 75,68 m   | 1ª Q      | 77,60 m         |                 |

Eventi combinati
| Atleta            | Evento    |           | 100H  | SA     | GP      | 200 m | SL | LG | 800 m | Finale | Posizione |
| ----------------- | --------- | --------- | ----- | ------ | ------- | ----- | -- | -- | ----- | ------ | --------- |
| Karolina Tymińska | Eptathlon | Risultato | 13"22 | 1,68 m | 13,74 m | 23"71 | NM | —  | —     | DNF    | DNF       |
| Karolina Tymińska | Eptathlon | Punti     | 1091  | 830    | 777     | 1009  | 0  | —  | —     | DNF    | DNF       |

## Badminton
Maschile
| Atleta                      | Evento  | Girone                                         | Girone                                   | Girone                                  | Girone    | Ottavi               | Quarti               | Semifinale           | Finale               | Finale          |
| Atleta                      | Evento  | Avversario Punteggio                           | Avversario Punteggio                     | Avversario Punteggio                    | Posizione | Avversario Punteggio | Avversario Punteggio | Avversario Punteggio | Avversario Punteggio | Posizione       |
| --------------------------- | ------- | ---------------------------------------------- | ---------------------------------------- | --------------------------------------- | --------- | -------------------- | -------------------- | -------------------- | -------------------- | --------------- |
| Przemysław Wacha            | Singolo | Chen J. (CHN) P 15-21, 8-21                    | N.D.                                     | N.D.                                    | 2º        | non qualificato      | non qualificato      | non qualificato      | non qualificato      | non qualificato |
| Adam Cwalina Michał Łogosz* | Doppio  | Ko S.-h./ Yoo Y.-s. (KOR) P 21-17, 7-21, 13-21 | B. Issara/ M. Jongjit (THA) P 0-21, 0-21 | M. Ahsan/ B. Septano (INA) P 0-21, 0-21 | 4º        | N.D.                 | non qualificati      | non qualificati      | non qualificati      | non qualificati |

- Ritirati dopo la prima partita del girone, le partite seguenti sono state perse quindi a tavolino per 21-0.

Femminile
| Atleta          | Evento  | Girone                      | Girone                             | Girone               | Girone    | Ottavi               | Quarti               | Semifinale           | Finale               | Finale          |
| Atleta          | Evento  | Avversario Punteggio        | Avversario Punteggio               | Avversario Punteggio | Posizione | Avversario Punteggio | Avversario Punteggio | Avversario Punteggio | Avversario Punteggio | Posizione       |
| --------------- | ------- | --------------------------- | ---------------------------------- | -------------------- | --------- | -------------------- | -------------------- | -------------------- | -------------------- | --------------- |
| Kamila Augustyn | Singolo | T. Baun (DEN) P 11-21, 6-21 | A. Prokopenko (RUS) P 16-21, 17-21 | N.D.                 | 3ª        | non qualificata      | non qualificata      | non qualificata      | non qualificata      | non qualificata |

Misto
| Atleta                               | Evento | Girone                                                     | Girone                                   | Girone                             | Girone    | Quarti               | Semifinale                               | Finale               | Finale          |                 |
| Atleta                               | Evento | Avversario Punteggio                                       | Avversario Punteggio                     | Avversario Punteggio               | Posizione | Avversario Punteggio | Avversario Punteggio                     | Avversario Punteggio | Posizione       |                 |
| ------------------------------------ | ------ | ---------------------------------------------------------- | ---------------------------------------- | ---------------------------------- | --------- | -------------------- | ---------------------------------------- | -------------------- | --------------- | --------------- |
| Robert Mateusiak Nadieżda Kostiuczyk | Doppio | J. Fischer Nielsen /C. Pedersen (DEN) P 9-21, 21-14, 17-21 | S. Ikeda/ R. Shiota (JPN) V 21-18, 22-20 | T. Ng/ G. Gao (CAN) V 21-13, 21-16 | 2º Q      | N.D.                 | Xu C./ Ma J. (CHN) P 21-19, 16-21, 21-23 | non qualificati      | non qualificati | non qualificati |

## Canoa/Kayak

### Velocità

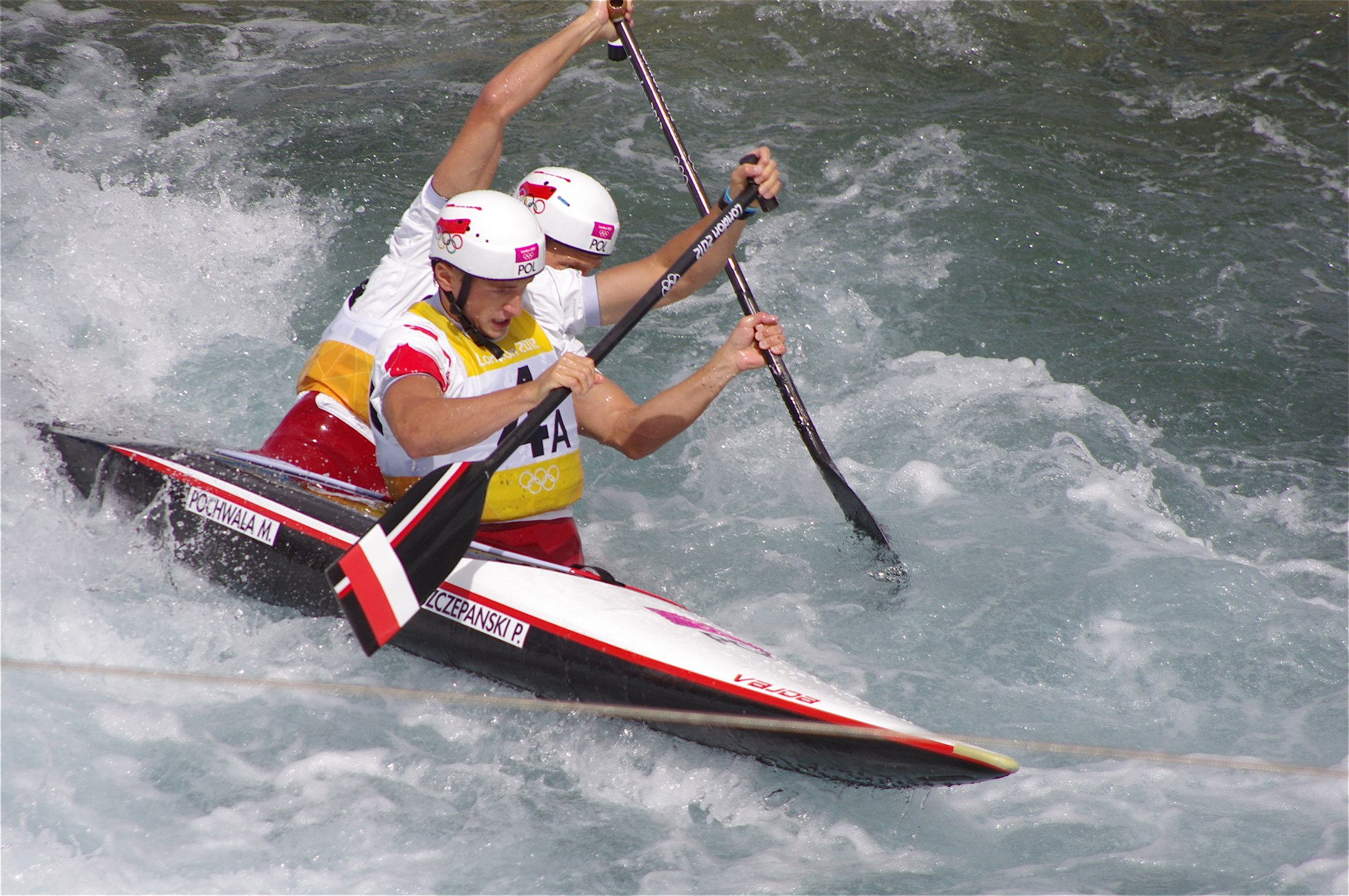
Piotr Szczepański e Marcin Pochwała nello slalom C2 maschile.

| FA | Qualificato in finale A (per le medaglie)                       |
| FB | Qualificato in finale B (non per le medaglie)                   |
| Q  | Qualificato al turno successivo per posizione in qualificazione |
| q  | Qualificato al turno successivo per ripescaggio                 |

Maschile
| Atleta                          | Evento     | Batteria | Batteria   | Semifinale | Semifinale | Finale          | Finale          |
| Atleta                          | Evento     | Tempo    | Classifica | Tempo      | Classifica | Tempo           | Classifica      |
| ------------------------------- | ---------- | -------- | ---------- | ---------- | ---------- | --------------- | --------------- |
| Piotr Kuleta                    | C-1 200 m  | 44"645   | 5º Q       | 45"348     | 7º         | non qualificato | non qualificato |
| Piotr Kuleta                    | C-1 1000 m | 4'04"889 | 5º Q       | 3'53"802   | 5º FB      | 3'54"414        | 9º              |
| Piotr Siemionowski              | K-1 200 m  | 35"990   | 2º Q       | 36"507     | 6º FB      | 38"585          | 14º             |
| Marcin Grzybowski Tomasz Kaczor | C-2 1000 m | 3'38"759 | 5º Q       | 3'37"695   | 4º FB      | 3'37"692        | 9º              |

Femminile
| Atleta                                                              | Evento    | Batteria | Batteria   | Semifinale | Semifinale | Finale   | Finale     |
| Atleta                                                              | Evento    | Tempo    | Classifica | Tempo      | Classifica | Tempo    | Classifica |
| ------------------------------------------------------------------- | --------- | -------- | ---------- | ---------- | ---------- | -------- | ---------- |
| Marta Walczykiewicz                                                 | K-1 200 m | 42"290   | 2ª Q       | 40"905     | 2ª FA      | 45"500   | 5ª         |
| Aneta Konieczna                                                     | K-1 500 m | 1'52"069 | 3ª Q       | 1'52"193   | 4ª FB      | 1'53"356 | 10ª        |
| Beata Mikołajczyk Karolina Naja                                     | K-2 500 m | 1'48"271 | 5ª Q       | 1'41"873   | 3ª FA      | 1'44"000 |            |
| Aneta Konieczna Beata Mikołajczyk Karolina Naja Marta Walczykiewicz | K-4 500 m | 1'35"943 | 5ª Q       | 1'30"338   | 1ª FA      | 1'31"607 | 4ª         |

### Slalom
Maschile
| Atleta                            | Evento | Qualificazioni | Qualificazioni | Qualificazioni | Qualificazioni | Qualificazioni | Qualificazioni | Semifinali | Semifinali | Semifinali | Finale          | Finale          | Finale          |
| Atleta                            | Evento | 1ª manche      | Pos.           | 2ª manche      | Pos.           | Migliore       | Posizione      | Penalità   | Tempo      | Posizione  | Penalità        | Tempo           | Posizione       |
| --------------------------------- | ------ | -------------- | -------------- | -------------- | -------------- | -------------- | -------------- | ---------- | ---------- | ---------- | --------------- | --------------- | --------------- |
| Grzegorz Kiljanek                 | C-1    | 101"03         | 11º            | 93"50          | 5º             | 93"50          | 8º Q           | 4"         | 106"14     | 9º         | non qualificato | non qualificato | non qualificato |
| Mateusz Polaczyk                  | K-1    | 88"51          | 4º             | 88"60          | 7º             | 88"51          | 7º Q           | 0"         | 96"36      | 2º Q       | 0"              | 96"14           | 4º              |
| Marcin Pochwała Piotr Szczepański | C-2    | 105"58         | 7º             | 101"00         | 3º             | 101"00         | 5º Q           | 0"         | 109"81     | 4º Q       | 2"              | 110"51          | 5º              |

Femminile
| Atleta             | Evento | Qualificazioni | Qualificazioni | Qualificazioni | Qualificazioni | Qualificazioni | Qualificazioni | Semifinali | Semifinali | Semifinali | Finale   | Finale | Finale    |
| Atleta             | Evento | 1ª manche      | Pos.           | 2ª manche      | Pos.           | Migliore       | Posizione      | Penalità   | Tempo      | Posizione  | Penalità | Tempo  | Posizione |
| ------------------ | ------ | -------------- | -------------- | -------------- | -------------- | -------------- | -------------- | ---------- | ---------- | ---------- | -------- | ------ | --------- |
| Natalia Pacierpnik | K-1    | 110"58         | 11ª            | 102"38         | 7ª             | 102"38         | 9ª Q           | 2"         | 107"79     | 1ª Q       | 2"       | 115"80 | 7ª        |

## Canottaggio
| FA   | Qualificato in finale A (per le medaglie)     |
| FB   | Qualificato in finale B (non per le medaglie) |
| FC   | Qualificato in finale C (non per le medaglie) |
| FD   | Qualificato in finale D (non per le medaglie) |
| FE   | Qualificato in finale E (non per le medaglie) |
| FF   | Qualificato in finale F (non per le medaglie) |
| SA/B | Semifinali A/B                                |
| SC/D | Semifinali C/D                                |
| SE/F | Semifinali E/F                                |
| QF   | Qualificato ai quarti di finale               |
| R    | Ripescaggio                                   |

Maschile
| Atleta | Evento       | Batteria | Batteria  | Ripescaggio | Ripescaggio | Quarti di finale | Quarti di finale | Semifinali      | Semifinali      | Finale          | Finale          |
| Atleta | Evento       | Tempo    | Posizione | Tempo       | Posizione   | Tempo            | Posizione        | Tempo           | Posizione       | Tempo           | Posizione       |
| --- | ------------ | -------- | --------- | ----------- | ----------- | ---------------- | ---------------- | --------------- | --------------- | --------------- | --------------- |
| Michał Słoma | Singolo      | 6'54"58  | 3° QF     | Bye         | Bye         | 7'21"55          | 5° SC/D          | 7'39"00         | 3° FC           | 7'34"98         | 17°             |
| Jarosław Godek Wojciech Gutorski | 2 senza      | 6'19"98  | 3° SA/B   | Bye         | Bye         | N.D.             | N.D.             | 7'04"58         | 4° FB           | 6'56"00         | 10°             |
| Michał Jeliński Marek Kolbowicz Adam Korol Konrad Wasielewski                                                                                              | 4 di coppia  | 5'40"56  | 2° SA/B   | Bye         | Bye         | N.D.             | N.D.             | 6'10"75         | 3° FA           | 5'51"74         | 6°              |
| Miłosz Bernatajtys Łukasz Pawłowski Paweł Rańda Łukasz Siemion                                                                                             | 4 senza p.l. | 5'53"52  | 4° R      | 6'04"46     | 4°          | N.D.             | N.D.             | non qualificati | non qualificati | non qualificati | non qualificati |
| Krystian Aranowski Marcin Brzeziński Mikołaj Burda Rafał Hejmej Piotr Hojka Piotr Juszczak Zbigniew Schodowski Michał Szpakowski Daniel Trojanowski (tim.) | Otto         | 5'35"64  | 3° R      | 5'30"34     | 5° FA       | N.D.             | N.D.             | N.D.            | N.D.            | 5'57"67         | 7°              |

Femminile
| Atleta                                                           | Evento      | Batteria | Batteria  | Ripescaggio | Ripescaggio | Finale  | Finale    |
| Atleta                                                           | Evento      | Tempo    | Posizione | Tempo       | Posizione   | Tempo   | Posizione |
| ---------------------------------------------------------------- | ----------- | -------- | --------- | ----------- | ----------- | ------- | --------- |
| Magdalena Fularczyk Julia Michalska                              | 2 di coppia | 6'50"85  | 2ª FA     | Bye         | Bye         | 7'07"92 |           |
| Joanna Leszczyńska Sylwia Lewandowska Natalia Madaj Kamila Soćko | 4 di coppia | 6'21"44  | 3ª R      | 6'23"19     | 5ª FB       | 6'57"20 | 5ª        |

## Ciclismo

### Ciclismo su strada
Maschile
| Atleta             | Evento         | Tempo     | Classifica |
| ------------------ | -------------- | --------- | ---------- |
| Maciej Bodnar      | Corsa in linea | 5h 46'37" | 84º        |
| Maciej Bodnar      | Cronometro     | 55'49"67  | 25º        |
| Michał Gołaś       | Corsa in linea | DNF       | DNF        |
| Michał Kwiatkowski | Corsa in linea | 5h 46'37" | 60º        |

Femminile
| Atleta              | Evento         | Tempo     | Classifica |
| ------------------- | -------------- | --------- | ---------- |
| Katarzyna Pawłowska | Corsa in linea | 3h 35'56" | 11ª        |

### Ciclismo su pista

#### Velocità
Maschile
| Atleta                                           | Evento               | Qualificazione     | Qualificazione | Trentaduesimi             | Ripescaggio 1             | Sedicesimi                | Ripescaggio 2             | Quarti di finale     | Semifinali           | Finale               | Finale          |
| Atleta                                           | Evento               | Tempo Velocità     | Pos.           | Avversario Tempo Velocità | Avversario Tempo Velocità | Avversario Tempo Velocità | Avversario Tempo Velocità | Avversario Risultato | Avversario Risultato | Avversario Risultato | Pos.            |
| ------------------------------------------------ | -------------------- | ------------------ | -------------- | ------------------------- | ------------------------- | ------------------------- | ------------------------- | -------------------- | -------------------- | -------------------- | --------------- |
| Damian Zieliński                                 | Velocità individuale | 10"323 69,747 km/h | 14º            | D. Dmitriev (RUS) P       | S. Nakagawa (JPN) P       | non qualificato           | non qualificato           | non qualificato      | non qualificato      | non qualificato      | non qualificato |
| Maciej Bielecki Kamil Kuczyński Damian Zieliński | Velocità a squadre   | 44"712 60,386 km/h | 10º            | N.D.                      | N.D.                      | N.D.                      | N.D.                      | N.D.                 | non qualificati      | non qualificati      | non qualificati |

#### Keirin
Maschile
| Atleta          | Evento          | 1º turno  | Ripescaggio | Semifinale      | Finale    |
| Atleta          | Evento          | Posizione | Posizione   | Posizione       | Posizione |
| --------------- | --------------- | --------- | ----------- | --------------- | --------- |
| Kamil Kuczyński | Keirin maschile | 4º R      | 4º          | non qualificato | 13º       |

#### Omnium

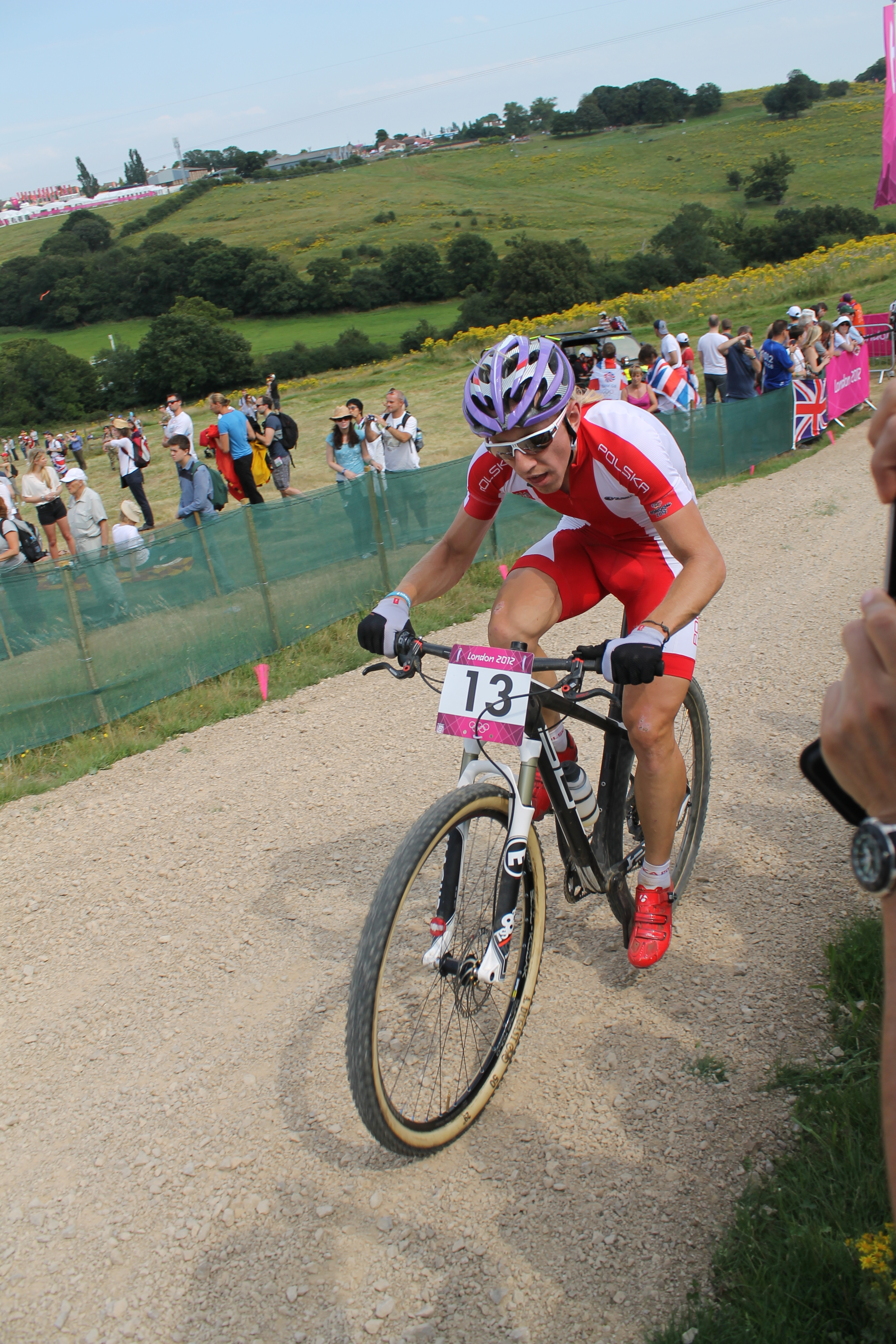
Marek Konwa nella mountain bike maschile.

Femminile
| Atleta             | Evento | Flying lap | Flying lap | Corsa a punti | Corsa a punti | Corsa a eliminazione | Inseguimento individuale | Inseguimento individuale | Scratch race | Chilometro da fermo | Chilometro da fermo | Punti totali | Classifica |
| Atleta             | Evento | Tempo      | Posizione  | Punti         | Posizione     | Posizione            | Tempo                    | Posizione                | Posizione    | Tempo               | Posizione           | Punti totali | Classifica |
| ------------------ | ------ | ---------- | ---------- | ------------- | ------------- | -------------------- | ------------------------ | ------------------------ | ------------ | ------------------- | ------------------- | ------------ | ---------- |
| Małgorzata Wojtyra | Omnium | 17"754     | 13ª        | 34            | 1ª            | 10ª                  | 3'45"083                 | 12ª                      | 13ª          | 36"790              | 14ª                 | 63           | 11ª        |

### Mountain Bike
Maschile
| Atleta        | Evento        | Tempo     | Classifica |
| ------------- | ------------- | --------- | ---------- |
| Piotr Brzózka | Cross-country | 1h 38'37" | 32°        |
| Marek Konwa   | Cross-country | 1h 32'41" | 16°        |

Femminile
| Atleta                | Evento        | Tempo     | Classifica |
| --------------------- | ------------- | --------- | ---------- |
| Aleksandra Dawidowicz | Cross-country | 1h 33'20" | 7ª         |
| Paula Gorycka         | Cross-country | 1h 39'18" | 22ª        |

## Equitazione

### Dressage
| Atleta                                              | Cavallo    | Gara        | Grand Prix | Grand Prix | Grand Prix Special | Grand Prix Special | Grand Prix Freestyle | Grand Prix Freestyle | Totale          | Totale          |
| Atleta                                              | Cavallo    | Gara        | Punteggio  | Classifica | Punteggio          | Classifica         | Tecnico              | Artistico            | Punteggio       | Classifica      |
| --------------------------------------------------- | ---------- | ----------- | ---------- | ---------- | ------------------ | ------------------ | -------------------- | -------------------- | --------------- | --------------- |
| Katarzyna Milczarek                                 | Ekwador    | Individuale | 69,286     | 38ª        | non qualificata    | non qualificata    | non qualificata      | non qualificata      | non qualificata | non qualificata |
| Michał Rapcewicz                                    | Randon     | Individuale | 66,915     | 45°        | non qualificato    | non qualificato    | non qualificato      | non qualificato      | non qualificato | non qualificato |
| Beata Stremler                                      | Martini    | Individuale | 69,422     | 36ª        | non qualificata    | non qualificata    | non qualificata      | non qualificata      | non qualificata | non qualificata |
| Katarzyna Milczarek Michał Rapcewicz Beata Stremler | Come sopra | A squadre   | 68,541     | 8º         | non qualificati    | non qualificati    | N.D.                 | N.D.                 | 68,541          | 8º              |

### Concorso completo
| Atleta       | Cavallo | Gara        | Dressage | Dressage  | Cross-country | Cross-country | Cross-country | Salto ostacoli | Salto ostacoli | Salto ostacoli | Salto ostacoli | Salto ostacoli | Salto ostacoli | Totale   | Totale    |
| Atleta       | Cavallo | Gara        | Dressage | Dressage  | Cross-country | Cross-country | Cross-country | Qualificazione | Qualificazione | Qualificazione | Finale         | Finale         | Finale         | Totale   | Totale    |
| Atleta       | Cavallo | Gara        | Penalità | Posizione | Penalità      | Totale        | Posizione     | Penalità       | Totale         | Posizione      | Penalità       | Totale         | Posizione      | Penalità | Posizione |
| ------------ | ------- | ----------- | -------- | --------- | ------------- | ------------- | ------------- | -------------- | -------------- | -------------- | -------------- | -------------- | -------------- | -------- | --------- |
| Paweł Spisak | Wag     | Individuale | 54,80    | 51º       | 22,40         | 77,20         | 40º           | ritirato       | ritirato       | ritirato       | ritirato       | ritirato       | ritirato       | 77,20    | 57º       |

## Ginnastica

### Ginnastica artistica
Maschile
| Atleta        | Evento               | Qualificazione | Qualificazione | Qualificazione | Qualificazione | Qualificazione | Qualificazione | Qualificazione | Qualificazione | Finale   | Finale   | Finale   | Finale   | Finale   | Finale   | Finale | Finale    |
| Atleta        | Evento               | Attrezzo       | Attrezzo       | Attrezzo       | Attrezzo       | Attrezzo       | Attrezzo       | Totale         | Posizione      | Attrezzo | Attrezzo | Attrezzo | Attrezzo | Attrezzo | Attrezzo | Totale | Posizione |
| Atleta        | Evento               | CL             | C              | A              | V              | P              | S              | Totale         | Posizione      | CL       | C        | A        | V        | P        | S        | Totale | Posizione |
| ------------- | -------------------- | -------------- | -------------- | -------------- | -------------- | -------------- | -------------- | -------------- | -------------- | -------- | -------- | -------- | -------- | -------- | -------- | ------ | --------- |
| Roman Kulesza | Concorso individuale | 13,933         | 12,966         | 13,466         | 14,900         | 14,700         | 14,733         | 84,698         | 28º Q          | 13,866   | 13,000   | 13,866   | 14,400   | 15,100   | 13,933   | 84,165 | 24º       |

Femminile
| Atleta              | Evento               | Qualificazione | Qualificazione | Qualificazione | Qualificazione | Qualificazione | Qualificazione | Finale   | Finale   | Finale   | Finale   | Finale | Finale    |
| Atleta              | Evento               | Attrezzo       | Attrezzo       | Attrezzo       | Attrezzo       | Totale         | Posizione      | Attrezzo | Attrezzo | Attrezzo | Attrezzo | Totale | Posizione |
| Atleta              | Evento               | CL             | V              | PA             | T              | Totale         | Posizione      | CL       | V        | PA       | T        | Totale | Posizione |
| ------------------- | -------------------- | -------------- | -------------- | -------------- | -------------- | -------------- | -------------- | -------- | -------- | -------- | -------- | ------ | --------- |
| Marta Pihan-Kulesza | Concorso individuale | 14,333         | 13,833         | 14,033         | 12,166         | 54,365         | 26ª Q          | 14,266   | 13,933   | 14,333   | 12,933   | 55,465 | 19ª       |

### Ginnastica ritmica
Femminile
| Atleta         | Evento               | Qualificazione | Qualificazione | Qualificazione | Qualificazione | Qualificazione | Qualificazione | Finale   | Finale   | Finale   | Finale   | Finale  | Finale     |
| Atleta         | Evento               | Attrezzo       | Attrezzo       | Attrezzo       | Attrezzo       | Totale         | Classifica     | Attrezzo | Attrezzo | Attrezzo | Attrezzo | Totale  | Classifica |
| Atleta         | Evento               | Cerchio        | Palla          | Clavi          | Nastro         | Totale         | Classifica     | Cerchio  | Palla    | Clavi    | Nastro   | Totale  | Classifica |
| -------------- | -------------------- | -------------- | -------------- | -------------- | -------------- | -------------- | -------------- | -------- | -------- | -------- | -------- | ------- | ---------- |
| Joanna Mitrosz | Concorso individuale | 27,425         | 27,250         | 27,625         | 27,450         | 109,750        | 8ª Q           | 27,475   | 27,150   | 26,850   | 27,425   | 108,900 | 9ª         |

## Judo
Maschile
| Atleta             | Evento  | Preliminari          | 16-esimi                       | Ottavi                          | Quarti                         | Semifinali           | Ripescaggio                    | Med. bronzo                    | Finale               | Posizione       |
| Atleta             | Evento  | Avversario Risultato | Avversario Risultato           | Avversario Risultato            | Avversario Risultato           | Avversario Risultato | Avversario Risultato           | Avversario Risultato           | Avversario Risultato | Posizione       |
| ------------------ | ------- | -------------------- | ------------------------------ | ------------------------------- | ------------------------------ | -------------------- | ------------------------------ | ------------------------------ | -------------------- | --------------- |
| Paweł Zagrodnik    | −66 kg  | Bye                  | L. Cunha (BRA) V (0011-0000)   | A. Nazaryan (ARM) V (0111-0102) | M. Ungvári (HUN) P (0002-0010) | non qualificato      | T. Karimov (AZE) V (0010-0000) | M. Ebinuma (JPN) P (0101-0110) | non qualificato      | 5º              |
| Tomasz Adamiec     | −73 kg  | Bye                  | U. Legrand (FRA) P (0000-0010) | non qualificato                 | non qualificato                | non qualificato      | non qualificato                | non qualificato                | non qualificato      | non qualificato |
| Janusz Wojnarowicz | +100 kg | N.D.                 | T. Riner (FRA) P (0003-0010)   | non qualificato                 | non qualificato                | non qualificato      | non qualificato                | non qualificato                | non qualificato      | non qualificato |

Femminile
| Atleta            | Evento | 16-esimi                        | Ottavi                         | Quarti                        | Semifinali           | Ripescaggio                | Med. bronzo          | Finale               | Posizione       |
| Atleta            | Evento | Avversario Risultato            | Avversario Risultato           | Avversario Risultato          | Avversario Risultato | Avversario Risultato       | Avversario Risultato | Avversario Risultato | Posizione       |
| ----------------- | ------ | ------------------------------- | ------------------------------ | ----------------------------- | -------------------- | -------------------------- | -------------------- | -------------------- | --------------- |
| Katarzyna Kłys    | -70 kg | Chen F. (CHN) P (0000-1001)     | non qualificata                | non qualificata               | non qualificata      | non qualificata            | non qualificata      | non qualificata      | non qualificata |
| Daria Pogorzelec  | -78 kg | A. Velenšek (SLO) V (0001-0000) | H. Wollert (GER) V (0020-0000) | M. Aguiar (BRA) P (0000-0020) | non qualificata      | A. Joó (HUN) P (0022-1012) | non qualificata      | non qualificata      | 7ª              |
| Urszula Sadkowska | +78 kg | Bye                             | Tong W. (CHN) P 0000–0101      | non qualificata               | non qualificata      | non qualificata            | non qualificata      | non qualificata      | non qualificata |

## Lotta
| VT | Vittoria per atterramento                           |
| PP | Vittoria a punti (lo sconfitto con punti tecnici)   |
| PO | Vittoria a punti (lo sconfitto senza punti tecnici) |

### Libera
Femminile
| Atleta          | Evento | Qualificazione                        | Ottavi                                          | Quarti                               | Semifinali           | Ripescaggio Turno 2  | Ripescaggio Turno 2                  | Finale                                     | Pos. |
| Atleta          | Evento | Avversario Risultato                  | Avversario Risultato                            | Avversario Risultato                 | Avversario Risultato | Avversario Risultato | Avversario Risultato                 | Avversario Risultato                       | Pos. |
| --------------- | ------ | ------------------------------------- | ----------------------------------------------- | ------------------------------------ | -------------------- | -------------------- | ------------------------------------ | ------------------------------------------ | ---- |
| Iwona Matkowska | -48 kg | P. Bermúdez (ARG) V 3-0 PO (1-0, 3-0) | D. Otgontsetseg (MGL) V 5-0 VT (0-1, 2-1, 4F-0) | M. Stadnik (AZE) P 0-3 PO (0-2, 1-4) | non qualificata      | Bye                  | C. Chun (USA) P 0-5 VT (1-0, 0-4F)   | non qualificata                            | 7ª   |
| Monika Michalik | -63 kg | Bye                                   | B. Oborududu (NGR) V 3-0 PO (2-0, 3-0)          | Jing R. (CHN) P 0-3 PO (0-3, 0-2)    | non qualificata      | Bye                  | Choe U.-G. (PRK) V 3-1 PP (1-0, 4-1) | L. Volosova (RUS) P 1-3 PP (1-0, 1-3, 0-1) | 5ª   |

### Greco-Romana
Maschile
| Atleta            | Evento  | Qualificazione                      | Ottavi                                   | Quarti                               | Semifinali                                | Ripescaggio Turno 2  | Ripescaggio Turno 2                    | Finale                                | Pos. |
| Atleta            | Evento  | Avversario Risultato                | Avversario Risultato                     | Avversario Risultato                 | Avversario Risultato                      | Avversario Risultato | Avversario Risultato                   | Avversario Risultato                  | Pos. |
| ----------------- | ------- | ----------------------------------- | ---------------------------------------- | ------------------------------------ | ----------------------------------------- | -------------------- | -------------------------------------- | ------------------------------------- | ---- |
| Damian Janikowski | -84 kg  | N. Avluca (TUR) V 3-0 PO (2-0, 1-0) | A. Hrustanović (AUT) V 3-0 PO (2-0, 3-0) | P. Shorey (GEO) V 5-0 VT (0-1, 5F-0) | K. Gaber (EGY) P 1-3-0 PP (3-2, 0-1, 0-4) | Bye                  | Bye                                    | M. Noumonvi (FRA) V 3-0 PO (1-0, 1-0) |      |
| Łukasz Banak      | -120 kg | Bye                                 | R. Chebbi (TUN) V 3-0 PO (2-0, 1-0)      | H. Nabi (EST) P 0-3 PO (0-1, 0-1)    | non qualificato                           | Bye                  | Ё. Čugašvili (BLR) P 0-3 PO (0-2, 0-1) | non qualificato                       | 7º   |

## Nuoto e sport acquatici

### Nuoto
Maschile
| Atleta                                                             | Evento              | Batterie | Batterie   | Semifinali      | Semifinali      | Finale          | Finale          |
| Atleta                                                             | Evento              | Tempo    | Classifica | Tempo           | Classifica      | Tempo           | Classifica      |
| ------------------------------------------------------------------ | ------------------- | -------- | ---------- | --------------- | --------------- | --------------- | --------------- |
| Marcin Cieślak                                                     | 200 m farfalla      | 1'57"07  | 19º        | non qualificato | non qualificato | non qualificato | non qualificato |
| Marcin Cieślak                                                     | 200 m misti         | 2'00"45  | 19º        | non qualificato | non qualificato | non qualificato | non qualificato |
| Konrad Czerniak                                                    | 100 m stile libero  | 48"63    | 10º Q      | 48"44           | 9º              | non qualificato | non qualificato |
| Konrad Czerniak                                                    | 100 m farfalla      | 51"85    | 4º Q       | 51"78           | 7º Q            | 52"05           | 8º              |
| Radosław Kawęcki                                                   | 200 m dorso         | 1'58"18  | 14º Q      | 1'56"74         | 5º Q            | 1'55"59         | 4º              |
| Paweł Korzeniowski                                                 | 200 m farfalla      | 1'56"09  | 11º Q      | 1'55"04         | 7º Q            | 1'55"08         | 7º              |
| Sławomir Kuczko                                                    | 200 m rana          | 2'12"51  | 21º        | non qualificato | non qualificato | non qualificato | non qualificato |
| Kacper Majchrzak                                                   | 50 m stile libero   | 23"00    | 33º        | non qualificato | non qualificato | non qualificato | non qualificato |
| Mateusz Sawrymowicz                                                | 400 m stile libero  | 3'53"33  | 21º        | N.D.            | N.D.            | non qualificato | non qualificato |
| Mateusz Sawrymowicz                                                | 1500 m stile libero | 14'57"59 | 8º Q       | N.D.            | N.D.            | 14'54"32        | 7º              |
| Dawid Szulich                                                      | 100 m rana          | 1'02"07  | 32º        | non qualificato | non qualificato | non qualificato | non qualificato |
| Marcin Tarczyński                                                  | 100 m dorso         | 55"06    | 27º        | non qualificato | non qualificato | non qualificato | non qualificato |
| Radosław Kawęcki Paweł Korzeniowski Kacper Majchrzak Dawid Szulich | 4×100 m misti       | 3'38"16  | 16º        | N.D.            | N.D.            | non qualificati | non qualificati |

Femminile
| Atleta                                                                | Evento               | Batterie | Batterie   | Semifinali      | Semifinali      | Finale          | Finale          |
| Atleta                                                                | Evento               | Tempo    | Classifica | Tempo           | Classifica      | Tempo           | Classifica      |
| --------------------------------------------------------------------- | -------------------- | -------- | ---------- | --------------- | --------------- | --------------- | --------------- |
| Natalia Charlos                                                       | Maratona 10 km       | N.D.     | N.D.       | N.D.            | N.D.            | 1h 59'58"7      | 15ª             |
| Anna Dowgiert                                                         | 50 m stile libero    | 25"59    | 30ª        | non qualificata | non qualificata | non qualificata | non qualificata |
| Otylia Jędrzejczak                                                    | 100 m farfalla       | 59"31    | 25ª        | non qualificata | non qualificata | non qualificata | non qualificata |
| Otylia Jędrzejczak                                                    | 200 m farfalla       | 2'09"33  | 16ª Q      | 2'13"09         | 16ª             | non qualificata | non qualificata |
| Karolina Szczepaniak                                                  | 400 m misti          | 4'52"50  | 31ª        | N.D.            | N.D.            | non qualificata | non qualificata |
| Alicja Tchórz                                                         | 100 m dorso          | 1'01"44  | 25ª        | non qualificata | non qualificata | non qualificata | non qualificata |
| Alicja Tchórz                                                         | 200 m dorso          | 2'14"02  | 29ª        | non qualificata | non qualificata | non qualificata | non qualificata |
| Katarzyna Wilk                                                        | 100 m stile libero   | 56"13    | 27ª        | non qualificata | non qualificata | non qualificata | non qualificata |
| Aleksandra Putra Diana Sokołowska Karolina Szczepaniak Katarzyna Wilk | 4×200 m stile libero | 8'13"76  | 16ª        | N.D.            | N.D.            | non qualificate | non qualificate |

## Pallavolo/Beach volley

### Beach volley

#### Maschile

##### Coppia Fijałek - Prudel
Rosa
|  | Naz.               |  | Sportivo         | Anno | Alt.   |  |
|  | ------------------ |  | ---------------- | ---- | ------ |  |
|  | Polonia (bandiera) |  | Grzegorz Fijałek | 1987 | 1,86 m |  |
|  | Polonia (bandiera) |  | Mariusz Prudel   | 1986 | 1,91 m |  |

Fase a gironi - Girone D
| Londra 28 luglio 2012, ore 11:00 BST | Fijałek-Prudel                          | 1 – 2 (21-12; 15-21; 12-15) referto | Samoilovs-Sorokins | Horse Guards Parade\| Arbitri: \| Darryl Lawrence Friesen Daniel Lee Apol \| |
| Arbitri:                             | Darryl Lawrence Friesen Daniel Lee Apol |                                     |                    |                                                                              |

| Londra 30 luglio 2012, ore 21:00 BST | Gibb-Rosenthal | 0 – 2 (17-12; 18-21) referto | Fijałek-Prudel | Horse Guards Parade |

| Londra 1º agosto 2012, ore 12:00 BST | Fijałek-Prudel                        | 2 – 0 (21-19; 21-13) referto | Chiya-Goldschmidt | Horse Guards Parade\| Arbitri: \| Jose Padron Hernandez Osvaldo Sumavil \| |
| Arbitri:                             | Jose Padron Hernandez Osvaldo Sumavil |                              |                   |                                                                            |

| Pos. | Coppie             | Pt | G | V | P | Sv | Sp | Sr    | Pv  | Pp  | Pr    |
| ---- | ------------------ | -- | - | - | - | -- | -- | ----- | --- | --- | ----- |
| 1    | Fijałek-Prudel     | 5  | 3 | 2 | 1 | 5  | 2  | 2.500 | 132 | 115 | 1.148 |
| 2    | Gibb-Rosenthal     | 5  | 3 | 2 | 1 | 4  | 2  | 2.000 | 119 | 89  | 1.337 |
| 3    | Samoilovs-Sorokins | 5  | 3 | 2 | 1 | 4  | 3  | 1.333 | 116 | 113 | 1.027 |
| 4    | Chiya-Goldschmidt  | 3  | 3 | 0 | 3 | 0  | 6  | 0.000 | 76  | 126 | 0.603 |

Ottavi di finale
| Londra 3 agosto 2012, ore 10:00 BST | Fijałek-Prudel                        | 2 – 0 (21-18; 21-17) referto | Heyer-Chevallier | Horse Guards Parade\| Arbitri: \| Daniel Lee Apol Miguel Ramirez Rivera \| |
| Arbitri:                            | Daniel Lee Apol Miguel Ramirez Rivera |                              |                  |                                                                            |

Quarti di finale
| Londra 6 agosto 2012, ore 18:00 BST | Emanuel-Alison              | 2 – 1 (21-47; 16-21; 17-15) referto | Fijałek-Prudel | Horse Guards Parade\| Arbitri: \| Marc Berard Osvaldo Sumavil \| |
| Arbitri:                            | Marc Berard Osvaldo Sumavil |                                     |                |                                                                  |

 Coppia Fijałek-Prudel: Eliminata - Posizione nella classifica finale: 5º posto pari merito con  Stati Uniti,  Italia e  Brasile

### Pallavolo

#### Torneo maschile
Rosa
| N° | Nome               | Ruolo | Data di nascita   | Squadra            |
| -- | ------------------ | ----- | ----------------- | ------------------ |
| -  | Andrea Anastasi    | All   | 8 ottobre 1960    | -                  |
| 1  | Piotr Nowakowski   | C     | 18 ottobre 1987   | Asseco Resovia     |
| 2  | Michał Winiarski   | S     | 28 settembre 1983 | Skra Bełchatów     |
| 4  | Grzegorz Kosok     | C     | 2 marzo 1986      | Asseco Resovia     |
| 5  | Paweł Zagumny      | P     | 18 ottobre 1977   | ZAKSA              |
| 6  | Bartosz Kurek      | S     | 29 agosto 1988    | Skra Bełchatów     |
| 7  | Jakub Jarosz       | S/O   | 10 febbraio 1987  | Top Volley Latina  |
| 9  | Zbigniew Bartman   | S/O   | 4 maggio 1987     | Jastrzębski Węgiel |
| 13 | Michał Kubiak      | S     | 23 febbraio 1988  | Jastrzębski Węgiel |
| 14 | Michał Ruciak      | P     | 22 agosto 1983    | ZAKSA              |
| 15 | Łukasz Żygadło     | P     | 2 agosto 1979     | Trentino           |
| 16 | Krzysztof Ignaczak | L     | 15 maggio 1978    | Asseco Resovia     |
| 18 | Marcin Możdżonek   | C     | 9 febbraio 1985   | Skra Bełchatów     |

Prima fase - Girone A
| Arbitri: | Rolando Cholakian Zorica Bjelić |

|                                                         |       |                                                           |
| C. Savani 15 M. Łasko 14 I. Zaytsev 13 L. Mastrangelo 7 | Punti | 18 B. Kurek 15 Z. Bartman 13 M. Winiarski 9 P. Nowakowski |

| Arbitri: | Andrej Zenovič Akihiko Tano |

|                                       |       |                                           |
| Z. Bartman 21 B. Kurek 20 M. Kubiak 8 | Punti | 28 C. Sokolov 12 T. Skrimov 10 V. Josifov |

| Arbitri: | Georgios Karampetsos Ibrahim Al-Naama |

|                                           |       |                                        |
| Z. Bartman 17 B. Kurek 16 M. Winiarski 12 | Punti | 11 F. Pereyra 10 R. Quiroga 7 F. Conte |

| Arbitri: | Ibrahim Al-Naama Georgios Karampetsos |

|                             |       |                                      |
| O. Bakare 14 M. Plotyczer 8 | Punti | 20 Z. Bartman 16 B. Kurek 7 G. Kosok |

| Arbitri: | Rogerio Espicalsky Andrej Zenovič |

|                                                   |       |                                                    |
| T. Edgar 26 N. Roberts 18 A. White 10 A. Zingel 8 | Punti | 14 J. Jarosz 14 B. Kurek 9 M. Winiarski 9 G. Kosok |

| Pos | Nazione     | Punti | Partite | Partite | Partite | Set   | Set   | Ratio | Punti | Punti  | Ratio |
| Pos | Nazione     | Punti | Giocate | Vinte   | Perse   | Vinti | Persi | Ratio | Fatti | Subiti | Ratio |
| --- | ----------- | ----- | ------- | ------- | ------- | ----- | ----- | ----- | ----- | ------ | ----- |
| 1   | Bulgaria    | 12    | 5       | 4       | 1       | 13    | 4     | 3.250 | 407   | 390    | 1.044 |
| 2   | Polonia     | 9     | 5       | 3       | 2       | 11    | 7     | 1.571 | 433   | 374    | 1.158 |
| 3   | Argentina   | 9     | 5       | 3       | 2       | 10    | 7     | 1.429 | 382   | 367    | 1.041 |
| 4   | Italia      | 8     | 5       | 3       | 2       | 10    | 9     | 1.111 | 426   | 413    | 1.031 |
| 5   | Australia   | 7     | 5       | 2       | 3       | 8     | 10    | 0.800 | 395   | 397    | 0.995 |
| 6   | Regno Unito | 0     | 5       | 0       | 5       | 0     | 15    | 0.000 | 274   | 376    | 0.729 |

Quarti di finale
| Arbitri: | Frans Loderus Nasr Shaaban |

|                                         |       |                                                            |
| Z. Bartman 14 B. Kurek 8 M. Winiarski 7 | Punti | 13 M. Michajlov 12 D. Muserskij 9 A. Volkov 6 S. Tetjuchin |

 Polonia eliminata ai quarti di finale - Posizione nella classifica finale: 5º posto

## Pentathlon moderno
| Atleta             | Evento         | Scherma   | Scherma   | Scherma  | Nuoto   | Nuoto     | Nuoto    | Equitazione | Equitazione | Equitazione | Combinato: corsa/pistola | Combinato: corsa/pistola | Combinato: corsa/pistola | Totale | Posizione finale |
| Atleta             | Evento         | Risultati | Posizione | PM punti | Tempo   | Posizione | PM punti | Penalità    | Posizione   | Punti PM    | Tempo                    | Posizione                | Punti PM                 | Totale | Posizione finale |
| ------------------ | -------------- | --------- | --------- | -------- | ------- | --------- | -------- | ----------- | ----------- | ----------- | ------------------------ | ------------------------ | ------------------------ | ------ | ---------------- |
| Szymon Staśkiewicz | Gara maschile  | 14–21     | 29º       | 736      | 2'11"54 | 32º       | 1224     | 20          | 4º          | 1180        | 10'56"31                 | 18º                      | 2376                     | 5516   | 24º              |
| Sylwia Gawlikowska | Gara femminile | 17-18     | 19ª       | 808      | 2'17"35 | 13ª       | 1152     | 52          | 10ª         | 1140        | 12'15"27                 | 14ª                      | 2060                     | 5168   | 13ª              |
| Katarzyna Wójcik   | Gara femminile | 16-19     | 22ª       | 784      | 2'20"94 | 24ª       | 1112     | 60          | 14ª         | 1140        | 12'17"69                 | 16ª                      | 2052                     | 5088   | 19ª              |

## Pugilato
Femminile
| Atleta              | Evento              | Ottavi di finale     | Quarti di finale     | Semifinali           | Finale               | Pos. |
| Atleta              | Evento              | Avversario Risultato | Avversario Risultato | Avversario Risultato | Avversario Risultato | Pos. |
| ------------------- | ------------------- | -------------------- | -------------------- | -------------------- | -------------------- | ---- |
| Karolina Michalczuk | Pesi mosca (-51 kg) | M. Kom (IND) P 14–19 | non qualificata      | non qualificata      | non qualificata      | 9ª   |

## Scherma
Maschile
| Atleta              | Evento               | Trentaduesimi             | Sedicesimi                | Ottavi di finale     | Quarti di finale     | Semifinali           | Finale               | Pos. |
| Atleta              | Evento               | Avversario Risultato      | Avversario Risultato      | Avversario Risultato | Avversario Risultato | Avversario Risultato | Avversario Risultato | Pos. |
| ------------------- | -------------------- | ------------------------- | ------------------------- | -------------------- | -------------------- | -------------------- | -------------------- | ---- |
| Radosław Zawrotniak | Spada individuale    | N.D.                      | A. Bouzaid (SEN) P (9-15) | non qualificato      | non qualificato      | non qualificato      | non qualificato      | 17°  |
| Adam Skrodzki       | Sciabola individuale | Lam H. C. (HKG) V (15-10) | N. Limbach (GER) P (8-15) | non qualificato      | non qualificato      | non qualificato      | non qualificato      | 17°  |

Femminile
| Atleta                                                                       | Evento               | Trentaduesimi        | Sedicesimi                     | Ottavi di finale            | Quarti di finale     | Semifinali                               | Finale                         | Pos. |
| Atleta                                                                       | Evento               | Avversario Risultato | Avversario Risultato           | Avversario Risultato        | Avversario Risultato | Avversario Risultato                     | Avversario Risultato           | Pos. |
| ---------------------------------------------------------------------------- | -------------------- | -------------------- | ------------------------------ | --------------------------- | -------------------- | ---------------------------------------- | ------------------------------ | ---- |
| Magdalena Piekarska                                                          | Spada individuale    | Bye                  | T. Géroudet (SUI) P (14-15)    | non qualificata             | non qualificata      | non qualificata                          | non qualificata                | 17ª  |
| Sylwia Gruchała                                                              | Fioretto individuale | Bye                  | K. Ikehata (JPN) P (8-9)       | non qualificata             | non qualificata      | non qualificata                          | non qualificata                | 17ª  |
| Martyna Synoradzka                                                           | Fioretto individuale | Bye                  | K. Gafurzjanova (RUS) P (8-15) | non qualificata             | non qualificata      | non qualificata                          | non qualificata                | 17ª  |
| Małgorzata Wojtkowiak                                                        | Fioretto individuale | Bye                  | Chen J. (CHN) P (8-15)         | non qualificata             | non qualificata      | non qualificata                          | non qualificata                | 17ª  |
| Karolina Chlewińska Sylwia Gruchała Martyna Synoradzka Małgorzata Wojtkowiak | Fioretto a squadre   | N.D.                 | N.D.                           | N.D.                        | Francia P (31-42)    | Qual. 5-8º posto Gran Bretagna V (45-30) | 5º posto Stati Uniti V (45-39) | 5ª   |
| Aleksandra Socha                                                             | Sciabola individuale | N.D.                 | S. Sassine (CAN) V (15-7)      | V. Vougiouka (GRE) P (7-15) | non qualificata      | non qualificata                          | non qualificata                | 9ª   |

## Sollevamento pesi
Maschile
| Atleta            | Evento  | Strappo   | Strappo    | Slancio   | Slancio    | Totale | Classifica |
| Atleta            | Evento  | Risultato | Classifica | Risultato | Classifica | Totale | Classifica |
| ----------------- | ------- | --------- | ---------- | --------- | ---------- | ------ | ---------- |
| Krzysztof Zwarycz | -77 kg  | 150 kg    | 7º         | 182 kg    | 7º         | 332 kg | 7º         |
| Adrian Zieliński  | -85 kg  | 174 kg    | 2º         | 211 kg    | 1º         | 385 kg |            |
| Arsen Kasabijew   | -94 kg  | 170 kg    | 11º        | -         | -          | 170 kg | DNF        |
| Tomasz Zieliński  | -94 kg  | 175 kg    | 8º         | 210 kg    | 7º         | 385 kg | 9º         |
| Bartłomiej Bonk   | -105 kg | 190 kg    | 1º         | 220 kg    | 3º         | 410 kg |            |
| Marcin Dołęga     | -105 kg | 190 kg    | DNF        | -         | -          | -      | DNF        |

Femminile
| Atleta                | Evento | Strappo   | Strappo    | Slancio   | Slancio    | Totale | Classifica |
| Atleta                | Evento | Risultato | Classifica | Risultato | Classifica | Totale | Classifica |
| --------------------- | ------ | --------- | ---------- | --------- | ---------- | ------ | ---------- |
| Joanna Łochowska      | -53 kg | 84 kg     | 10ª        | 107 kg    | 12ª        | 191 kg | 13ª        |
| Aleksandra Klejnowska | -53 kg | 84 kg     | 10ª        | 112 kg    | 6ª         | 196 kg | 7ª         |
| Ewa Mizdal            | -75 kg | 104 kg    | 7ª         | 127 kg    | 8ª         | 231 kg | 7ª         |

## Taekwondo
Maschile
| Atleta           | Evento | Ottavi                   | Quarti               | Semifinale           | Ripescaggio Turno 1  | Ripescaggio Turno 2  | Finale               | Classifica      |
| Atleta           | Evento | Avversario Risultato     | Avversario Risultato | Avversario Risultato | Avversario Risultato | Avversario Risultato | Avversario Risultato | Classifica      |
| ---------------- | ------ | ------------------------ | -------------------- | -------------------- | -------------------- | -------------------- | -------------------- | --------------- |
| Michał Łoniewski | −68 kg | R. Nikpai (AFG) P (5-12) | non qualificato      | non qualificato      | non qualificato      | non qualificato      | non qualificato      | non qualificato |

## Tennis
Maschile
| Atleta                               | Evento  | 32-esimi                              | 16-esimi                                              | Ottavi               | Quarti               | Semifinali           | Finale               | Pos.            |
| Atleta                               | Evento  | Avversario Risultato                  | Avversario Risultato                                  | Avversario Risultato | Avversario Risultato | Avversario Risultato | Avversario Risultato | Pos.            |
| ------------------------------------ | ------- | ------------------------------------- | ----------------------------------------------------- | -------------------- | -------------------- | -------------------- | -------------------- | --------------- |
| Łukasz Kubot                         | Singolo | G. Dimitrov (BUL) P 0-2 (3-6, 6-74-7) | non qualificato                                       | non qualificato      | non qualificato      | non qualificato      | non qualificato      | non qualificato |
| Mariusz Fyrstenberg Marcin Matkowski | Doppio  | N.D.                                  | D. Ferrer/ F. López (ESP) P 1-2 (6-77-9, 7-68-6, 6-8) | non qualificati      | non qualificati      | non qualificati      | non qualificati      | non qualificati |

Femminile
| Atleta                                | Evento  | 32-esimi                                 | 16-esimi                                                | Ottavi                                         | Quarti               | Semifinali           | Finale               | Pos.            |
| Atleta                                | Evento  | Avversario Risultato                     | Avversario Risultato                                    | Avversario Risultato                           | Avversario Risultato | Avversario Risultato | Avversario Risultato | Pos.            |
| ------------------------------------- | ------- | ---------------------------------------- | ------------------------------------------------------- | ---------------------------------------------- | -------------------- | -------------------- | -------------------- | --------------- |
| Agnieszka Radwańska                   | Singolo | J. Görges (GER) P 1-2 (5-7, 7-67-5, 4-6) | non qualificata                                         | non qualificata                                | non qualificata      | non qualificata      | non qualificata      | non qualificata |
| Urszula Radwańska                     | Singolo | M. Barthel (GER) V 2-0 (6-4, 6-3)        | S. Williams (USA) P 0-2 (2-6, 3-6)                      | non qualificata                                | non qualificata      | non qualificata      | non qualificata      | non qualificata |
| Klaudia Jans-Ignacik Alicja Rosolska  | Doppio  | N.D.                                     | M. Kirilenko/ N. Petrova (RUS) P 1-2 (7-67-5, 3-6, 2-6) | non qualificate                                | non qualificate      | non qualificate      | non qualificate      | non qualificate |
| Agnieszka Radwańska Urszula Radwańska | Doppio  | N.D.                                     | D. Cibulková/ D. Hantuchová (GER) V 2-0 (6-2, 6-1)      | L. Huber/ L. Raymond (USA) P 0-2 (4-6, 6-73-7) | non qualificate      | non qualificate      | non qualificate      | non qualificate |

Misto
| Atleta                               | Evento       | Ottavi                                      | Quarti               | Semifinali           | Finale               | Pos.            |
| Atleta                               | Evento       | Avversario Risultato                        | Avversario Risultato | Avversario Risultato | Avversario Risultato | Pos.            |
| ------------------------------------ | ------------ | ------------------------------------------- | -------------------- | -------------------- | -------------------- | --------------- |
| Agnieszka Radwańska Marcin Matkowski | Doppio misto | S. Stosur/ L. Hewitt (AUS) P 0-2 (3-6, 3-6) | non qualificati      | non qualificati      | non qualificati      | non qualificati |

## Tennis tavolo
Maschile
| Atleta       | Evento  | Preliminari          | Round 1                                                           | Round 2                                                          | Round 3              | Round 4              | Quarti di finale     | Semifinale           | Finale               | Pos.            |
| Atleta       | Evento  | Avversario Risultato | Avversario Risultato                                              | Avversario Risultato                                             | Avversario Risultato | Avversario Risultato | Avversario Risultato | Avversario Risultato | Avversario Risultato | Pos.            |
| ------------ | ------- | -------------------- | ----------------------------------------------------------------- | ---------------------------------------------------------------- | -------------------- | -------------------- | -------------------- | -------------------- | -------------------- | --------------- |
| Wang Zeng Yi | Singolo | Bye                  | H. Hoyama (BRA) V 4-3 (8-11, 11-9, 9-11, 9-11, 11-5, 11-8, 12-10) | He Z.-W. (ESP) P 3-4 (11-8, 11-9, 11-7, 8-11, 3-11, 5-11, 12-14) | non qualificato      | non qualificato      | non qualificato      | non qualificato      | non qualificato      | non qualificato |

Femminile
| Atleta                                       | Evento  | Preliminari          | Round 1              | Round 2                                                         | Round 3                                                   | Round 4                                                  | Quarti di finale     | Semifinale           | Finale               | Pos.            |
| Atleta                                       | Evento  | Avversario Risultato | Avversario Risultato | Avversario Risultato                                            | Avversario Risultato                                      | Avversario Risultato                                     | Avversario Risultato | Avversario Risultato | Avversario Risultato | Pos.            |
| -------------------------------------------- | ------- | -------------------- | -------------------- | --------------------------------------------------------------- | --------------------------------------------------------- | -------------------------------------------------------- | -------------------- | -------------------- | -------------------- | --------------- |
| Li Qian                                      | Singolo | Bye                  | Bye                  | Bye                                                             | Huang Y.-h. (TPE) V 4-0 (11-7, 11-8, 11-6, 11-3)          | K. Ishikawa (JPN) P 1-4 (8-11, 5-11, 12-10, 12-14, 6-11) | non qualificata      | non qualificata      | non qualificata      | non qualificata |
| Natalia Partyka                              | Singolo | Bye                  | Bye                  | M. Skov (DEN) V 4-3 (5-11, 11-3, 12-10, 8-11, 9-11, 11-7, 11-9) | Li J. (NED) P 2-4 (13-11, 11-6, 14-16, 7-11, 10-12, 11-7) | non qualificata                                          | non qualificata      | non qualificata      | non qualificata      | non qualificata |
| Katarzyna Grzybowska Li Qian Natalia Partyka | Squadre | N.D.                 | N.D.                 | N.D.                                                            | N.D.                                                      | Singapore (SIN) P 1-3 (3-2, 0-3, 0-3, 0-3)               | non qualificate      | non qualificate      | non qualificate      | non qualificate |

## Tiro a segno/volo
Femminile
| Atleta                    | Evento                      | Qualificazione | Qualificazione | Finale          | Finale          |
| Atleta                    | Evento                      | Punteggio      | Classifica     | Punteggio       | Classifica      |
| ------------------------- | --------------------------- | -------------- | -------------- | --------------- | --------------- |
| Beata Bartków-Kwiatkowska | Pistola 10m aria compressa  | 366            | 44ª            | non qualificata | non qualificata |
| Beata Bartków-Kwiatkowska | Pistola 25m                 | 567            | 35ª            | non qualificata | non qualificata |
| Sylwia Bogacka            | Carabina 10m aria compressa | 399            | 1ª Q           | 502,2           |                 |
| Sylwia Bogacka            | Carabina 50m 3 posizioni    | 583            | 8ª Q           | 681,9           | 4ª              |
| Agnieszka Nagay           | Carabina 50m 3 posizioni    | 584            | 5ª Q           | 678,2           | 8ª              |
| Paula Wrońska             | Carabina 10m aria compressa | 390            | 47ª            | non qualificata | non qualificata |

## Tiro con l'arco
Maschile
| Atleta            | Evento      | Round di qualificazione | Round di qualificazione | 32-esimi                   | 16-esimi                     | Ottavi                    | Quarti                    | Semifinali                | Finale                    | Pos.            |
| Atleta            | Evento      | Punteggio               | Seed                    | Avversario Seed Punteggio  | Avversario Seed Punteggio    | Avversario Seed Punteggio | Avversario Seed Punteggio | Avversario Seed Punteggio | Avversario Seed Punteggio | Pos.            |
| ----------------- | ----------- | ----------------------- | ----------------------- | -------------------------- | ---------------------------- | ------------------------- | ------------------------- | ------------------------- | ------------------------- | --------------- |
| Rafał Dobrowolski | Individuale | 672                     | 14ª                     | D. Xavier (BRA) (51) V 7-3 | R. Banerjee (IND) (46) V 7-3 | Oh J.-h. (KOR) (3) P 0-6  | non qualificato           | non qualificato           | non qualificato           | non qualificato |

Femminile
| Atleta              | Evento      | Round di qualificazione | Round di qualificazione | 32-esimi                  | 16-esimi                  | Ottavi                    | Quarti                    | Semifinali                | Finale                    | Pos.            |
| Atleta              | Evento      | Punteggio               | Seed                    | Avversario Seed Punteggio | Avversario Seed Punteggio | Avversario Seed Punteggio | Avversario Seed Punteggio | Avversario Seed Punteggio | Avversario Seed Punteggio | Pos.            |
| ------------------- | ----------- | ----------------------- | ----------------------- | ------------------------- | ------------------------- | ------------------------- | ------------------------- | ------------------------- | ------------------------- | --------------- |
| Christine Bjerendal | Individuale | 639                     | 38ª                     | Xu J. (CHN) (27) P 2-6    | non qualificata           | non qualificata           | non qualificata           | non qualificata           | non qualificata           | non qualificata |

## Triathlon
Maschile
| Atleta         | Evento   | Nuoto  | Trans. 1 | Ciclismo | Trans. 2 | Corsa  | Totale    | Classifica |
| -------------- | -------- | ------ | -------- | -------- | -------- | ------ | --------- | ---------- |
| Marek Jaskółka | Maschile | 17'58" | 0'41"    | 59'45"   | 0'29"    | 33'45" | 1h 52'38" | 47º        |

Femminile
| Atleta           | Evento    | Nuoto  | Trans. 1 | Ciclismo  | Trans. 2 | Corsa  | Totale    | Classifica |
| ---------------- | --------- | ------ | -------- | --------- | -------- | ------ | --------- | ---------- |
| Maria Cześnik    | Femminile | 19'28" | 0'42"    | 1h 07'17" | 0'33"    | 36'09" | 2h 04'09" | 31ª        |
| Agnieszka Jerzyk | Femminile | 19'47" | 0'41"    | 1h 06'57" | 0'32"    | 34'55" | 2h 02'52" | 25ª        |

## Vela
Maschile
| Atleta                              | Evento | Regata | Regata | Regata | Regata | Regata | Regata | Regata | Regata | Regata | Regata | Regata | Punteggio Totale | Punteggio Netto | Classifica |
| Atleta                              | Evento | 1      | 2      | 3      | 4      | 5      | 6      | 7      | 8      | 9      | 10     | M      | Punteggio Totale | Punteggio Netto | Classifica |
| ----------------------------------- | ------ | ------ | ------ | ------ | ------ | ------ | ------ | ------ | ------ | ------ | ------ | ------ | ---------------- | --------------- | ---------- |
| Przemysław Miarczyński              | RS:X   | 2      | 2      | 7      | 4      | 13     | 3      | 7      | 4      | 13     | 9      | 4      | 73               | 60              |            |
| Kacper Ziemiński                    | Laser  | 22     | 13     | 8      | 24     | 18     | 15     | 28     | 11     | 22     | 12     | EL     | 173              | 145             | 17°        |
| Piotr Kula                          | Finn   | 25 DSQ | 16     | 17     | 16     | 13     | 20     | 25 OCS | 11     | 14     | 16     | EL     | 173              | 148             | 16º        |
| Mateusz Kusznierewicz Dominik Życki | Star   | 9      | 3      | 12     | 10     | 3      | 4      | 2      | 9      | 13     | 2      | 9      | 85               | 72              | 8°         |

Femminile
Fleet racing
| Atleta                            | Evento       | Regata | Regata | Regata | Regata | Regata | Regata | Regata | Regata | Regata | Regata | Regata | Punteggio Totale | Punteggio Netto | Classifica |
| Atleta                            | Evento       | 1      | 2      | 3      | 4      | 5      | 6      | 7      | 8      | 9      | 10     | M      | Punteggio Totale | Punteggio Netto | Classifica |
| --------------------------------- | ------------ | ------ | ------ | ------ | ------ | ------ | ------ | ------ | ------ | ------ | ------ | ------ | ---------------- | --------------- | ---------- |
| Zofia Klepacka                    | RS:X         | 5      | 2      | 12     | 3      | 1      | 1      | 9      | 21     | 4      | 4      | 3      | 68               | 47              |            |
| Anna Weinzieher                   | Laser Radial | 16     | 26     | 25     | 21     | 20     | 16     | 22     | 24     | 15     | 27     | EL     | 212              | 185             | 22ª        |
| Jolanta Ogar Agnieszka Skrzypulec | 470          | 13     | 14     | 20     | 18     | 7      | 2      | 18     | 8      | 11     | 10     | EL     | 118              | 98              | 12ª        |

Open
| Atleta                             | Evento | Regata | Regata | Regata | Regata | Regata | Regata | Regata | Regata | Regata | Regata | Regata | Regata | Regata | Regata | Regata | Regata | Punteggio Totale | Punteggio Netto | Classifica |
| Atleta                             | Evento | 1      | 2      | 3      | 4      | 5      | 6      | 7      | 8      | 9      | 10     | 11     | 12     | 13     | 14     | 15     | M      | Punteggio Totale | Punteggio Netto | Classifica |
| ---------------------------------- | ------ | ------ | ------ | ------ | ------ | ------ | ------ | ------ | ------ | ------ | ------ | ------ | ------ | ------ | ------ | ------ | ------ | ---------------- | --------------- | ---------- |
| Paweł Kołodziński Łukasz Przybytek | 49er   | 11     | 14     | 11     | 13     | 8      | 3      | 15     | 10     | 5      | 13     | 11     | 12     | 7      | 18     | 13     | EL     | 164              | 146             | 13º        |